# Au secours !
Pour les articles homonymes, voir Au secours ! (homonymie).
Au secours ! est un film français réalisé par Abel Gance en 1923 et sorti en 1924.

## Synopsis
Max, jeune dandy est mis au défi par son cercle d'amis de passer une nuit dans un château prétendu hanté jusqu'aux 12 coups de minuit. Il accepte le pari sans savoir qu'il jouera alors de sa survie.

## Fiche technique
- Réalisation et scénario : Abel Gance
- Scénario : Abel Gance et Max Linder
- Photographie : Georges Specht, Émile Pierre et André-Wladimir Reybas
- Société de production : Films Abel Gance et Unione Cinematografica Italiana
- Format : Noir et blanc - Muet - 1,33:1 - 35 mm
- Durée : 40 minutes
- Genre : comédie fantastique
- Date de sortie : 
  - France : 17 juin 1924

## Distribution
- Max Linder : Max, un homme qui fait le pari de passer une nuit dans une maison hantée
- Gina Palerme : Sylvette, sa fiancée
- Jean Toulout : le comte de l'Estocade
- Gaston Modot